# R.E.P.O.
 (mai 2025).
R.E.P.O. (The Retrieve, Extract and Profit Operation, traduisible en français par « L’opération de récupération, d'extraction et de profit ») est un jeu vidéo survival horror coopératif en ligne développé et publié par le studio suédois Semiwork pour Windows. Il est sorti en accès anticipé le 26 février 2025 sur Steam. Il est développé dans le moteur de jeu Unity en utilisant Photon pour la mise en réseau.

## Système de jeu
Le gameplay de R.E.P.O. est similaire à celui de Lethal Company. Le jeu peut accueillir jusqu'à six joueurs et leur demande de trouver des objets et des objets de valeur. Les joueurs doivent manipuler les objets avec précaution et éviter de les casser, tout en apportant les objets aux points d'extraction pour recevoir de l'argent dans le jeu.
Le jeu adhère à un format roguelike, utilisant la génération procédurale pour créer des configurations d'installations uniques pour chaque partie. Ces environnements présentent des variations aléatoires dans la disposition des pièces, le placement des objets, les menaces environnementales et la répartition des ennemis. Les joueurs évoluent dans des conditions de temps limitées, avec une difficulté croissante liée à des séjours prolongés dans les zones de mission. Les résultats de la mission, qu’ils soient réussis ou échoués, déterminent les gains monétaires et la progression, encourageant une évaluation des risques calculée. Entre les déploiements, les joueurs allouent les fonds acquis à des améliorations permanentes, notamment des améliorations d'équipement, des déblocages de nouveaux outils et des améliorations de survie. Les mécanismes de base privilégient le jeu coopératif, nécessitant une coordination verbale et une planification stratégique, en particulier pendant les phases d'extraction où les enjeux sont les plus élevés,.

## Accueil
Shaun Cichacki de Vice a déclaré : « R.E.P.O. est un chaos à 6 joueurs de la meilleure façon possible », et « je ne peux pas en avoir assez ». 
Elie Gould de PC Gamer a déclaré : « R.E.P.O. est un fantastique jeu d'horreur coopératif qui peut tenir tête à des gros bonnets comme Lethal Company ».
Au 11 mars 2025, R.E.P.O. comptait 145 000 joueurs actifs sur Steam.
En avril 2025, R.E.P.O. a reçu une note « extrêmement positive » sur Steam,.
À sa sortie, R.E.P.O. a atteint un pic de 230 000 joueurs simultanés au cours de son premier week-end. Pour la semaine du 11 au 18 mars 2025, il s'agissait du jeu payant le plus rentable sur Steam et se classait deuxième en termes de revenus globaux derrière Counter-Strike 2 de Valve Corporation,.